# Minami-Torishima
Die Minami-Torishima (jap. 南鳥島; wörtlich: „südliche Vogelinsel“), auch Marcusinsel (Marcus Island) genannt, ist eine japanische Koralleninsel im Pazifischen Ozean.

## Geographie
Minami-Torishima hat eine dreieckige Form und ist etwa 1,52 km² groß. Es ist der östlichste Teil Japans, etwa 1850 km südöstlich von Tokio gelegen. Die nächste Insel ist Farallon de Pajaros der Nördlichen Marianen, 1021 km südwestlich gelegen.
Die Insel ist flach und kaum bewachsen. Der höchste Punkt ist neun Meter hoch und liegt in der Nähe des East Point. Ein großer Teil der Oberfläche ist mit Schrott und Betonteilen aus dem Zweiten Weltkrieg übersät. Mit Stand 2006 gibt es dort eine Wetterstation und eine Landebahn mit einem ungerichteten Funkfeuer. Außerdem war die Insel Standort des LORAN-C-Sendemasts Minami-Torishima, bis dieser 2009 abgebaut wurde. Der zuletzt stehende Mast war 213 m hoch, eine frühere Version war mit 411,48 m Höhe eines der höchsten Bauwerke Japans.
Der beste Ankerplatz ist südlich bei 60 m Tiefe, 0,25 Seemeilen entfernt. Ein 20 m langer Bootsanlegerpier befindet sich innerhalb des Riffs.
Verwaltungsmäßig gehört sie zur Gemeinde Ogasawara bzw. den Ogasawara-Inseln und somit zur Präfektur Tokio.
Die Insel ist als Marcusinsel namensgebend für den Marcus-Necker-Rücken, einen ozeanischen Rücken, in dessen westlichem Bereich sie sich befindet.

### Klima
Das ganze Jahr herrschen östliche Winde mit etwa 14 Kn vor, im Sommer etwas schwächer. Die Durchschnittstemperatur beträgt 26 °C, es wurden Werte zwischen 16 und 36 Grad gemessen. Es regnet regelmäßig, aber nur ungefähr 1000 mm pro Jahr. Im September und Oktober kann es Nebel geben.
Immer wieder gibt es in der Region Erdbeben – zuletzt am Neujahrstag 2012 mit einer Stärke von 7,0.
|                       | Jan  | Feb  | Mär  | Apr  | Mai  | Jun  | Jul  | Aug  | Sep  | Okt  | Nov  | Dez  |   |      |
| Mittl. Tagesmax. (°C) | 24,3 | 24,0 | 24,8 | 26,7 | 28,6 | 30,4 | 30,9 | 30,5 | 30,6 | 29,9 | 28,4 | 26,2 | ⌀ | 28   |
| Mittl. Tagesmin. (°C) | 19,9 | 19,1 | 19,7 | 21,8 | 23,5 | 25,1 | 25,6 | 25,5 | 25,8 | 25,5 | 24,4 | 22,1 | ⌀ | 23,2 |
|                       |      |      |      |      |      |      |      |      |      |      |      |      |   |      |
| Niederschlag (mm)     | 92   | 44   | 56   | 66   | 78   | 71   | 183  | 167  | 119  | 98   | 77   | 102  | Σ | 1153 |
|                       |      |      |      |      |      |      |      |      |      |      |      |      |   |      |
| Sonnenstunden (h/d)   | 5,0  | 6,2  | 7,2  | 8,0  | 9,1  | 9,7  | 8,6  | 8,4  | 8,5  | 7,9  | 6,9  | 5,4  | ⌀ | 7,6  |
|                       |      |      |      |      |      |      |      |      |      |      |      |      |   |      |
| Luftfeuchtigkeit (%)  | 71   | 70   | 74   | 79   | 79   | 77   | 78   | 80   | 79   | 79   | 78   | 76   | ⌀ | 76,7 |

| 19,9 |

| 19,1 |

| 19,7 |

| 21,8 |

| 23,5 |

| 25,1 |

| 25,6 |

| 25,5 |

| 25,8 |

| 25,5 |

| 24,4 |

| 22,1 |

| 19,9 |

| 19,1 |

| 19,7 |

| 21,8 |

| 23,5 |

| 25,1 |

| 25,6 |

| 25,5 |

| 25,8 |

| 25,5 |

| 24,4 |

| 22,1 |

## Geschichte
Eine für das Jahr 1694 angenommene Erstsichtung durch Andrés de Arriola lässt sich nicht nachweisen. 1864 wurde die Insel von der Morning Star unter Kapitän Charles W. Gelett gesichtet, 1874 durch das amerikanische Forschungsschiff Tuscarora unter Kapitän Belknap.

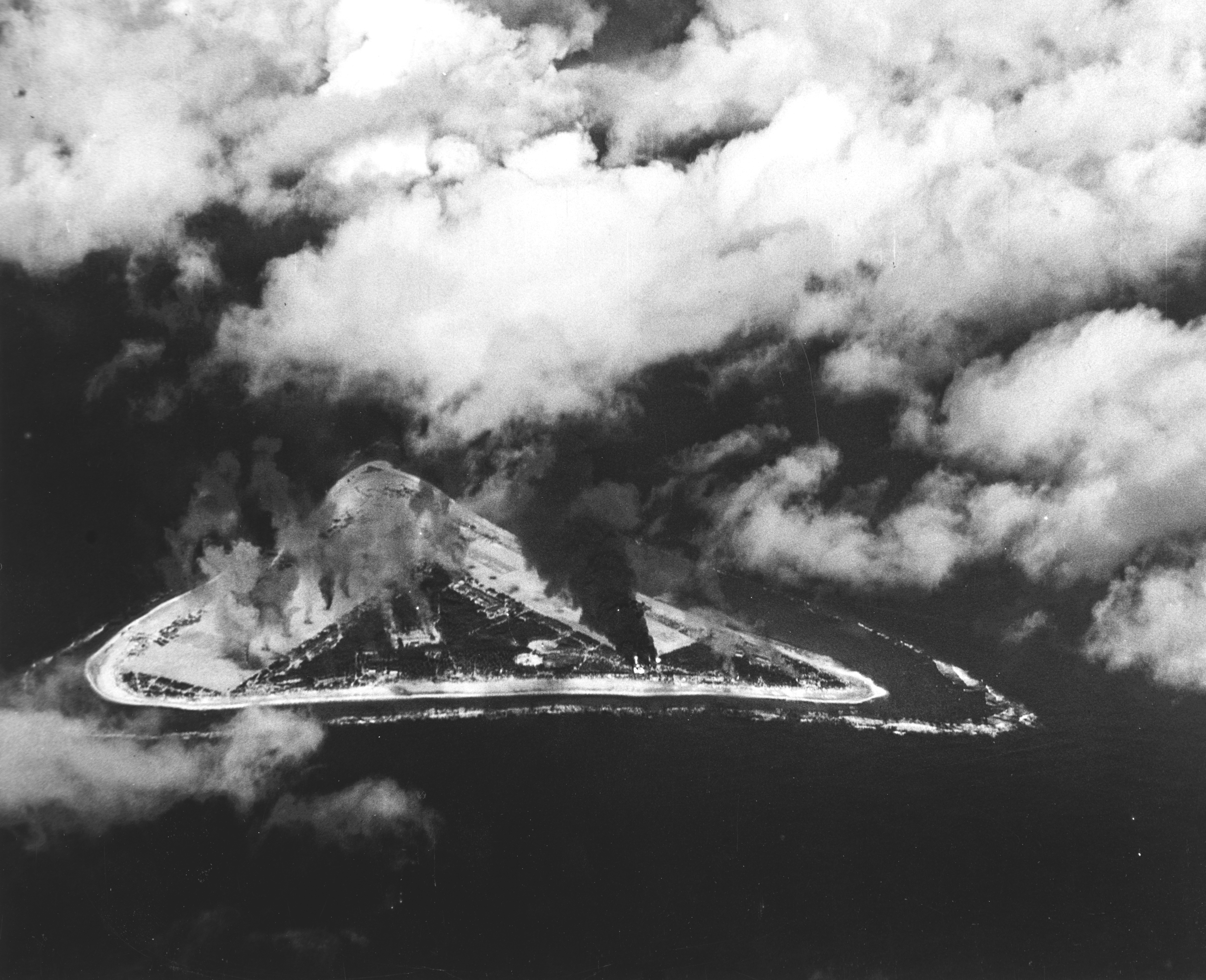
Luftangriff im August 1943

Die erste Landung auf der (wahrscheinlich bis dahin unbewohnten) Insel fand 1879 durch die Japaner unter der Leitung von Saitō Kiozaemon statt. 1884 bestimmte das französische Kriegsschiff Eclaireur die geographische Position.
Am 3. Dezember 1896 erforschte Mizutani Shinroku die Insel und entschied, dort Guano abzubauen. Er kehrte am 28. Dezember mit 23 Arbeitern nach Minami-Torishima zurück. Am 19. Juli 1898 nahm Japan die Insel in Besitz.
Während des Zweiten Weltkriegs wurden über 4000 japanische Soldaten auf der Insel stationiert. 1942 und 1943 wurde sie durch US-amerikanische Flugzeugträgerkampfgruppen angegriffen, aber zunächst nicht besetzt. 1945 wurde die Insel durch US-amerikanische Truppen besetzt und nach Kriegsende vorerst von den Vereinigten Staaten verwaltet.
1964 nahm die United States Coast Guard den LORAN-C-Sendemast Minami-Torishima in Betrieb. 1968 wurde die Insel an Japan zurückgegeben. Die Coast Guard übergab 1994 ihre Loran-C-Station an eine japanische Einheit.
Im Juni 2025 operierten die chinesischen Flugzeugträger Liaoning und Shandong in der Ausschließlichen Wirtschaftszone (AWZ) um Okinotorishima und Minami-Torishima.

## Wirtschaftliche Bedeutung
Japanische Geologen fanden 2012 der Insel vorgelagert in etwa 5800 m Wassertiefe ein bedeutendes Reservoir an Seltenen Erden, welches nach ersten Berichten auf 6,8 Millionen Tonnen geschätzt wird und überschlägigen Berechnungen zufolge zur Versorgung der japanischen Industrie für die nächsten 230 Jahre ausreichen würde.
Nach einer im April 2018 in Nature veröffentlichten Studie wird die Menge an Seltenen Erden im Meeresschlamm vor der Insel auf 12 Mio. Tonnen geschätzt, die den weltweiten Bedarf an Yttrium für 62 Jahre, an Europium für 47 Jahre, an Terbium für 32 Jahre und an Dysprosium für 56 Jahre abdecken würde.